# Vaisala Stream
Der Vaisala Stream ist ein Fluss im Distrikt Atua auf der Insel Upolu im Inselstaat Samoa.

## Geographie
Der Fluss entsteht im Landesinneren und verläuft nach Süden. Er passiert Leatupe und Matatufu und mündet bei Matatufu in den Pazifik.